# Noé Inui
Noé Inui (griechisch Νώε Ινουί, japanisch 乾ノエ Inui Noe; * 1985 in Brüssel) ist ein griechisch-japanischer Geiger.

## Leben und Karriere
Inui ist Sohn einer griechischen Mutter und eines japanischen Vaters. Seine Eltern weckten schon früh sein Interesse an Musik und er erhielt bereits im Alter von vier Jahren Geigenunterricht. Mit dreizehn Jahren zog er nach Paris und schloss seine Musikausbildung am Conservatoire National Supérieur de Musique de Paris und an der Hochschule für Musik Karlsruhe als Klassenbester ab. Er war Preisträger mehrerer nationaler und internationaler Preise: 2005 „Junges Talent“ beim Sibelius Wettbewerb, 2008 Preisträger der European YCA Auditions in Leipzig und Teilnehmer der Endrunde der Young Concert Artists International Auditions in New York mit dem Preis der S& R Foundation. In Griechenland gewann er 2010 den Gina-Bachauer-Preis. Im selben Jahr gab er sein Debüt in den Vereinigten Staaten im Rahmen der Young Concerts Artists Series in New York und Washington D.C.
2013 wurde er zusammen Robert Landfermann, Jonas Burgwinkel und Pablo Held in der Sparte Komposition, Dirigat, Instrumentalmusik mit dem Förderpreis des Landes Nordrhein-Westfalen für junge Künstlerinnen und Künstler ausgezeichnet.
Konzertreisen als Solist führten ihn unter anderem nach Belgien, Luxemburg, Frankreich, Österreich, Griechenland, Finnland, Brasilien, Argentinien und Japan, wo er seit 2011 regelmäßig mit dem Nagoya Symphonic Orchestra und dem Japan Philharmonic Orchestra auftrat. Außerdem spielte er auch mit dem Braunschweiger Staatsorchester, dem Stuttgarter Kammerorchester, der Lemberg Sinfonietta, der Mährischen Philharmonie Olmütz, dem Staatsorchester Thessaloniki, dem koreanischen Symphonie Orchester Kaohsiung sowie dem Staatsorchester Athen als Solist. An der Seite von Karin Lechner, Julien Quentin, Martha Argerich und Leonidas Kavakos machte er sich einen Namen in der Kammermusik. Zusammen mit dem Cellisten Benedict Kloeckner und dem Pianisten Vassilis Varvaresos gründete er das Trio Bell`Arte.
Über sein Spiel wurde anlässlich des Pelion Festivals in Griechenland geschrieben:

“Noé’s playing brings together immense technical ability and genuine emotion. His interest in modern music offers him fresh scope for his playing, combining strength, virtuosity and vigour with sensitivity.”

„In Noés Spiel vereinen sich immenses technisches Können und echte Emotionen. Sein Interesse an der modernen Musik bietet ihm neue Möglichkeiten für sein Spiel, das Kraft, Virtuosität und Stärke mit Sensibilität verbindet.“

Neben seiner Karriere als Geiger widmet Inui sich auch dem Unterrichten. Er erteilt unter anderem an der Robert Schumann Hochschule Düsseldorf und an der Hochschule für Musik und Darstellende Kunst Mannheim Unterricht.
Inui spricht Japanisch, Französisch, Deutsch, Griechisch und Englisch und lebt seit 2006 in Düsseldorf.

## Diskografie
- 2007 Noé Inui, Antonín Dvořák, Bedřich Smetana, Sébastien Lienart, Alexandre Debrus – Dumky Trio Op. 90 / Piano Trio Op. 15 (Pavane Records)
- 2010 Ludwig van Beethoven, Johannes Brahms, Alexandre Debrus, Sébastien Lienart, Noé Inui – Piano Trio Op, 70 N°1 Ghost – Piano Trio N°1 Op,8 (Pavane Records)
- 2015 Szymanowski, Janáček, Debussy, Schulhoff (Ars Produktion)
- 2019 Ysaÿe, 6 Sonates Op.27 / Etude Poème Op.9 (Ars Produktion)
- 2023 TOPOS: 20th-Century Greek Orchestral Music. Thessaloniki State Symphonic Orchestra (Naxos Records)[8]